# Championnat de Chypre de football 1973-1974
Navigation
Saison précédente Saison suivante
La saison 1973-1974 du Championnat de Chypre de football était la 36e édition officielle du championnat de première division à Chypre. Les quatorze meilleurs clubs du pays se retrouvent au sein d'une poule unique, la Cypriot First Division, où ils s'affrontent 2 fois, à domicile et à l'extérieur. En fin de saison, le dernier du classement est relégué en deuxième division et remplacé par le champion de D2.
C'est le club de l'Omonia Nicosie qui remporte le 4e titre de champion de Chypre de son histoire, il devance de 8 points le Pezoporikos Larnaca et l'AEL Limassol complète le podium. L'Omonia réussit même le doublé en battant l'EN Paralimni en finale de la Coupe de Chypre. Le tenant du titre, l'APOEL Nicosie, a pris part au championnat grec, qu'ils ont terminé à la 13e place : ils retrouveront malgré tout le championnat chypriote la saison prochaine, à la suite de l'invasion turque sur l'île. De plus, le système de "promotion" du champion chypriote en première division grecque prend fin.

## Les 14 clubs participants
| - Evagoras Paphos - AEL Limassol - Omonia Nicosie - Olympiakos Nicosie - Digenis Morphou - EPA Larnaca - APOP Paphos - Promu de D2 | - Alki Larnaca - Pezoporikos Larnaca - Anorthosis Famagouste - Nea Salamina - Apollon Limassol - EN Paralimni - Aris Limassol |

## Compétition

### Classement
Le barème utilisé pour établir le classement est le suivant :
- Victoire : 2 points
- Match nul : 1 point
- Défaite : 0 point

| Rang | Équipe                | Pts | J  | G  | N  | P  | Bp | Bc | Diff |
| ---- | --------------------- | --- | -- | -- | -- | -- | -- | -- | ---- |
| 1    | Omonia Nicosie C      | 44  | 26 | 20 | 4  | 2  | 69 | 14 | +55  |
| 2    | Pezoporikos Larnaca   | 42  | 26 | 17 | 8  | 1  | 34 | 8  | +26  |
| 3    | AEL Limassol          | 33  | 26 | 10 | 13 | 3  | 29 | 21 | +8   |
| 4    | Apollon Limassol      | 29  | 26 | 12 | 5  | 9  | 29 | 30 | -1   |
| 5    | Olympiakos Nicosie    | 28  | 26 | 9  | 10 | 7  | 31 | 20 | +11  |
| 6    | EN Paralimni          | 27  | 26 | 9  | 9  | 8  | 24 | 20 | +4   |
| 7    | Anorthosis Famagouste | 25  | 26 | 8  | 9  | 9  | 25 | 24 | +1   |
| 8    | Digenis Morphou       | 25  | 26 | 8  | 9  | 9  | 31 | 34 | -3   |
| 9    | Alki Larnaca FC       | 21  | 26 | 7  | 7  | 12 | 23 | 32 | -9   |
| 10   | Aris Limassol         | 19  | 26 | 5  | 9  | 12 | 28 | 45 | -17  |
| 11   | EPA Larnaca           | 19  | 26 | 4  | 11 | 11 | 22 | 36 | -14  |
| 12   | Evagoras Paphos       | 19  | 26 | 5  | 9  | 12 | 19 | 38 | -19  |
| 13   | Nea Salamina          | 20  | 26 | 5  | 8  | 13 | 14 | 30 | -16  |
| 14   | APOP Paphos P         | 19  | 26 | 3  | 9  | 14 | 22 | 48 | -26  |

|  | Qualification pour la Coupe des clubs champions 1974-1975                              |
|  | Qualification pour la Coupe des Coupes 1974-1975                                       |
|  | Qualification pour la Coupe UEFA 1974-1975                                             |
|  | Relégation directe en deuxième division                                                |
|  | T : Tenant du titre C : Vainqueur de la Coupe de Chypre P : Promu de deuxième division |

## Bilan de la saison
| Championnat de Chypre de football 1973-1974 |                           |
| Champion                                    | Omonia Nicosie (4e titre) |
| Coupes et trophées                          |                           |
| Vainqueur de la Coupe de Chypre 1973-1974   | Omonia Nicosie            |
| Qualifications continentales                |                           |
| Coupe des clubs champions 1974-1975         | Omonia Nicosie            |
| Coupe des Coupes 1974-1975                  | EN Paralimni              |
| Coupe UEFA 1974-1975                        | Pezoporikos Larnaca       |
| Promotions et relégations                   |                           |
| Promus en Cypriot First Division            | ASIL Lysi                 |
| Relégués en Cypriot Second Division         | APOP Paphos               |